# ラディスラフ・ドゥルホシュ
ラディスラフ・ドゥルホシュ（Ladislav Dluhoš、1965年10月6日 - ）はチェコ東部モラヴィア・スレスコ州フリーデク＝ミーステク郡Čeladná出身の元スキージャンプ選手。1980年代中盤から1990年代にかけチェコスロバキアおよびチェコ代表として活躍した。

## プロフィール
1984年1月14日に地元ハラコフでスキージャンプ・ワールドカップにデビューし4位となって周囲を驚かせた。
サラエボオリンピック代表に抜擢され90m級で12位。続く1984年ノルディックスキー世界選手権団体戦でヴラディミール・ポドジメック、イジー・パルマ、パベル・プロッツともに銅メダルを獲得した。
オリンピック後のワールドカップでも3戦連続して一桁順位に入り総合21位となった。
1984-1985シーズンはシーズン前半不調で、1985年ノルディックスキー世界選手権でも90m級33位に終わった。しかし2月9日に札幌で自己最高位の2位となると、2月17日エンゲルベルクでも3位、スキーフライング世界選手権で5位入賞と成績を伸ばした。
1985-1986シーズンは1月25日に札幌で自己最高位タイの2位となるなど7試合で一桁順位に入り、総合でも自己最高位の10位となった。またスキーフライング世界選手権でも自己最高の4位となった。
1987年ノルディックスキー世界選手権では90m級29位、団体戦4位、70m級53位に終わり、ワールドカップ総合でも47位だった。
1988年カルガリーオリンピックでは70m級90m級とも14位、団体戦では4位。シーズン終盤は3試合で一桁順位に入り総合24位となった。
1988-1989シーズンもシーズン前半調子が上がらず、1月チェコのリベレツ、ハラコフで一桁順位となってから調子を上げた。1989年ノルディックスキー世界選手権では90m級6位入賞、団体戦ではイジー・パルマ、マルチン・シュバゲルコ、パベル・プロッツとともに銅メダルを獲得した。ワールドカップ総合は12位だった。
1989-1990シーズン、1月12日のハラコフで自己最高タイの2位となったが以降はなかなか良い成績があげられなくなってきた。1991年ノルディックスキー世界選手権ではノーマルヒル26位、ラージヒル25位、団体戦5位。1992年アルベールビルオリンピックには出場出来なかった。
1993年にチェコ共和国とスロバキア共和国が独立、1994年リレハンメルオリンピックにチェコ代表として2大会ぶりに出場した。同大会スキージャンプ競技ではノーマルヒル2本目に進めず、ラージヒル30位、団体7位だった。
1994年12月11日のプラニツァで14位になったのを最後にワールドカップへの出場は無く、1995-1996シーズンの終了後30歳で現役引退した。